# Albert mainzi érsek
Brandenburgi Albert  (Cölln, ma Berlin része, 1491. június 28. Mainz, 1545. szeptember 24.) 1514-től választófejedelem, Mainz érseke és a birodalom főkancellárja (Archicancellarius per Germaniam), 1518-tól bíboros. III. Vilmos türingiai tartománygróf és Habsburg Anna magyar hercegnő unokájaként Albert magyar király és Luxemburgi Erzsébet magyar királyné dédunokája, valamint Zsigmond magyar király és Cillei Borbála ükunokája.

## Élete
1516–17-ben Albert búcsúcédulák segítségével próbálta összegyűjteni a szükséges források ráeső részét a római Szent Péter-bazilika felépítéséhez, illetve saját adósságai kifizetéséhez. 1517. október 31-én 
Albertnak levelet írt Luther Márton, amelyben tiltakozott a búcsúcédulák árusítása ellen. A levélhez csatolta a búcsúcédulák erejét és hatékonyságát kétségbe vonó vitairatát, amely később a 95 tétel néven vált ismertté.
1518 folyamán – csakúgy, mint a domonkos szerzetesrend – feljelentette Luther Mártont X. Leó pápánál, aki azonban – az Ágoston-rendiek és a domonkosok civódásának tartva – nem akart komolyan foglalkozni az üggyel.
1514 és 1541 között Halleban élt.